# George L. Converse

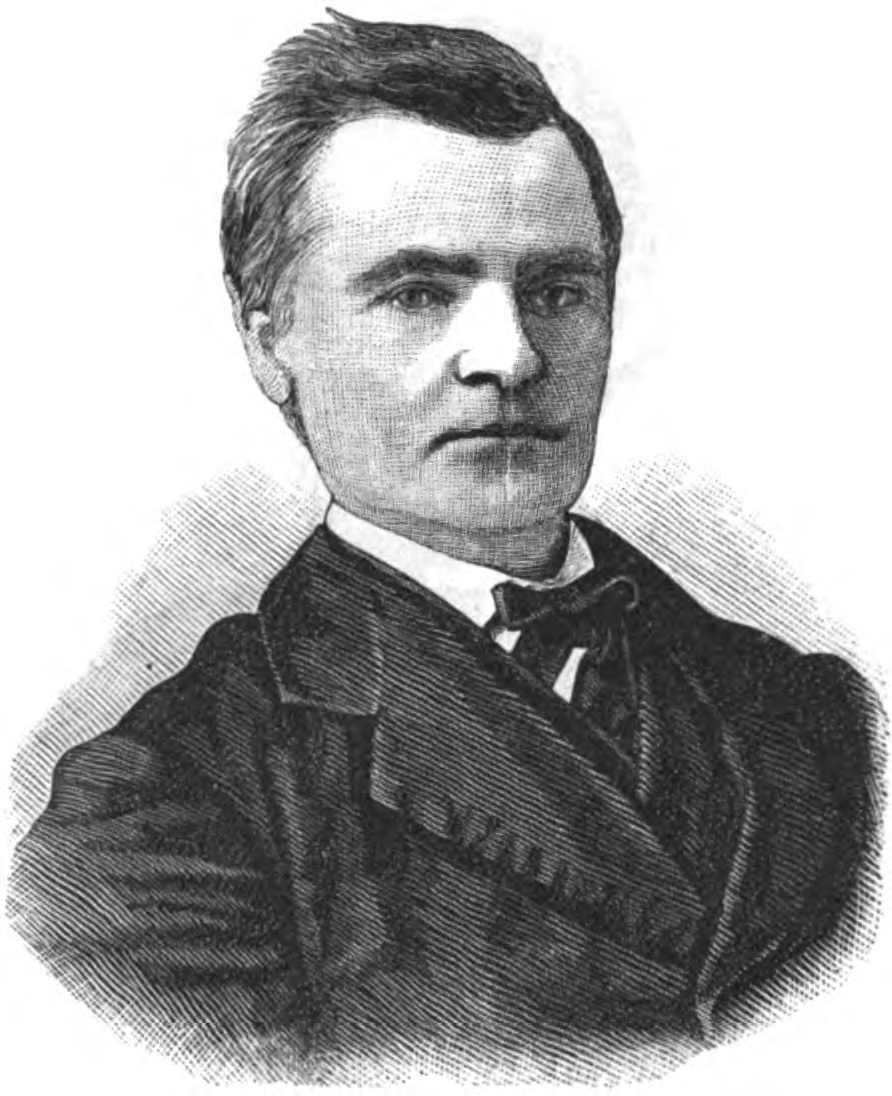
George L. Converse

George Leroy Converse (* 4. Juni 1827 in Georgesville, Franklin County, Ohio; † 30. März 1897 in Columbus, Ohio) war ein US-amerikanischer Politiker. Zwischen 1879 und 1885 vertrat er den Bundesstaat Ohio im US-Repräsentantenhaus.

## Werdegang
George Converse besuchte die öffentlichen Schulen seiner Heimat und danach das Central College. Im Jahr 1849 absolvierte er die Denison University in Granville. Nach einem anschließenden Jurastudium und seiner 1851 erfolgten Zulassung als Rechtsanwalt begann er ab 1852 in Columbus in diesem Beruf zu arbeiten. Im Jahr 1857 war er Staatsanwalt im Franklin County. Gleichzeitig schlug er als Mitglied der Demokratischen Partei eine politische Laufbahn ein. Zwischen 1860 und 1863 sowie nochmals von 1874 bis 1876 saß er als Abgeordneter im Repräsentantenhaus von Ohio; im Jahr 1874 war er dessen Speaker als Nachfolger von Nelson H. Van Vorhes. Von 1864 bis 1865 gehörte er dem Staatssenat an.
Bei den Kongresswahlen des Jahres 1878 wurde Converse im neunten Wahlbezirk von Ohio in das US-Repräsentantenhaus in Washington, D.C. gewählt, wo er am 4. März 1879 die Nachfolge des Republikaners John S. Jones antrat. Nach zwei Wiederwahlen konnte er bis zum 3. März 1885 drei Legislaturperioden im Kongress absolvieren. Von 1881 bis 1883 vertrat er dort den zwölften und danach den 13. Distrikt seines Staates. Zwischen 1879 und 1881 war er Vorsitzender des Committee on Public Lands. Im Jahr 1884 verzichtete er auf eine weitere Kongresskandidatur.
Nach seiner Zeit im US-Repräsentantenhaus praktizierte George Converse wieder als Anwalt. Im Jahr 1892 war er Delegierter und Präsident der Nicaraguan Canal Convention. Die gleiche Funktion übte er auch auf deren Nachfolgekonferenz in New Orleans aus. Er starb am 30. März 1897 in Columbus, wo er auch beigesetzt wurde.